# ゲーム脳の恐怖
ゲーム脳の恐怖（ゲームのうのきょうふ）とは2002年7月10日に日本放送出版協会から出版された書籍の名称。著者は森昭雄。
2006年の生活人新書の創刊5年を迎えた時点では、生活人新書の中では最も多く売り上げた書籍である。

## 内容
脳神経学者である著者は簡易型の脳波計を開発し、テレビゲームをしているときの脳波の動きを記録することでテレビゲームが人間の脳に与える影響を明らかにすることを試みる。テレビゲームを行っている人間の脳波はベータ波が激減している状態であり、これは認知症患者の脳波と類似している。このことから、テレビゲームに熱中している人間の脳というのは、認知症患者と同様であり全く活性化していないということを主張する。